# Kees Woudenberg
Cornelis (Kees) Woudenberg (Amsterdam, 16 december 1883 - aldaar, 16 oktober 1954) was een Nederlands syndicalist, bestuurder en politicus voor de SDAP en vervolgens de PvdA.

## Levensloop
Zijn vader was stadsmelkboer in de Joden Houttuinen te Amsterdam en lid van de Apostolische Gemeenten. Zijn moeder was Nederlands hervormd. Het gezin telde negen kinderen, waarvan er twee vroegtijdig stierven. Hij was de oudere broer van onder meer Henk Woudenberg, die voorzitter was van de Nationale Werknemers Vereeniging (NWV) en politicus voor de Nationaal-Socialistische Beweging (NSB).
Woudenberg liep school aan de ambachtsschool, alwaar hij een opleiding tot meubelmaker genoot. In 1901 kwam hij in contact met de socialistische bond 'De Zaaier' en kort daarop sloot hij aan bij de Amsterdamse afdeling van de Algemeene Meubelmakersbond 'Amstel Eendracht'. Nadat 'Amstel Eendracht' zich afscheurde van de bond richtte Woudenberg met enkele gelijkgezinden een eigen Amsterdamse afdeling van de Algemeene Meubelmakersbond op. In 1909 fuseerde deze vakbond met de Nederlandsche Behangers-, Stoffeerders- en Beddenmakersbond tot de Algemeene Nederlandsche Bond voor Meubelmakers, Behangers en Aanverwante Beroepen en kort daarop werd Woudenberg aangesteld als secretaris van de Amsterdamse afdeling.
In 1919 werd hij aangesteld als algemeen secretaris van de International Federation of Woodworkers (IFW) in opvolging van de Duitser Theodor Leipart, een functie die hij uitoefende tot 1929. Tijdens het congres in Heidelberg werd de Duitser Fritz Tarnow als zijn opvolger verkozen.
- Biografisch Portaal: 01306555
- International Standard Name Identifier: 0000 0003 8950 9374
- Nederlandse Thesaurus van Auteursnamen: 072856483
- Parlement.com: vg09lld4e4zg
- Virtual International Authority File: 282959999
- WorldCat: E39PBJdCp9kytwvBtWtp98mjmd